# Selevinia betpakdalaensis
Il ghiro del deserto  (Selevinia betpakdalaensis) è un roditore della famiglia dei Gliridae, endemico del Kazakistan.
È l'unica specie del genere Selevinia.

## Descrizione
È un roditore di piccola taglia, lungo 7,5-9,5 cm, per un peso di 18-24 g. La coda è lunga 6–7 cm.
La pelliccia, folta e densa, è di colore grigiastro sul dorso e biancastro sul ventre.

## Distribuzione e habitat
Vive in una ristretta area desertica sulle sponde del lago Balkhash nel Kazakistan orientale.
Popola boschetti di Spirianthus o cespuglieti di Salsola laricifolia.

## Biologia
Ha abitudini prevalentemente notturne.
Quando la temperatura scende al di sotto dei 5 °C va in letargo.
La sua dieta consiste essenzialmente di piccoli artropodi.
L'accoppiamento occorre tra maggio e luglio. La femmina dà alla luce da 6 a 8 piccoli.

## Status e conservazione
La IUCN Red List considera questa specie come in pericolo (EN) di estinzione.
La Zoological Society of London, in base a criteri di unicità evolutiva e di esiguità della popolazione, considera Selevinia betpakdalaensis una delle 100 specie di mammiferi a maggiore rischio di estinzione.